# Epifanio de Salamina
Epifanio de Salamina o Epifanio el Chipriota (en latín: Epiphanius Constantiensis; griego: Ἐπιφάνειος Κύπρου; c. 310/320 - 403) fue obispo y escritor bizantino, considerado como Padre de la Iglesia y defensor de la ortodoxia cristiana contra aquellas enseñanzas consideradas como heréticas como la doctrina de los arrianos, durante la difícil época para el cristianismo que siguió al Concilio de Nicea.

## Vida eclesiástica
Nacido en una familia judía en el pequeño asentamiento de Besanduk, cerca de Eleutrópolis, en Siria-Palestina, bien pronto se convirtió al cristianismo. Se hizo monje y se fue a Egipto, donde fue educado y entró en contacto con grupos valentinianos. A su regreso a Judea, alrededor del año 333, siendo todavía joven encuentra un monasterio en su ciudad natal. Ahí es ordenado sacerdote y vive y estudia como superior del monasterio por treinta años. Así consigue dominar diversas lenguas como el hebreo, sirio, egipcio, griego y latín.
Su reputación para el aprendizaje aceleró su designación  en 367 como obispo de Salamina de Chipre, también conocida como Constancia en honor del emperador Constantino II, en Chipre. También era el Obispo metropolitano de Chipre, puesto que desempeñó durante cerca de cuarenta años, al mismo tiempo que viajaba para combatir las creencias no ortodoxas. Participó en el sínodo de Antioquía de 376, donde fueron debatidas las cuestiones trinitarias en contra de la herejía  de Apolinar y allí Epifanio sostuvo la posición del obispo Paulino, quien tenía el apoyo de Roma, contra Melecio de Antioquía que era apoyado por las Iglesias Orientales. 
En 382 asistió al Concilio del año 382, otra vez apoyando la causa de Paulino. Durante una visita a Palestina en 394 atacó a los seguidores de Orígenes y pidió al obispo de Jerusalén que condenara sus escritos.
En 402 fue animado por Teófilo de Alejandría a viajar al sínodo de Constantinopla, donde discutió la supuesta herejía de Juan Crisóstomo. Murió en el mar durante el viaje de regreso a Chipre en 403.

## Escritos
Su libro más conocido es el Panarion (también conocido como Adversus Haereses). Escrito entre 374 y 377, forma una guía para tratar con cristianos heréticos, listando 80 doctrinas heréticas, algunas de los cuales no aparecen descritas en ningún otro documento conservado de aquel tiempo. Mientras Epifanio a menudo permitió a su afán venir antes que los hechos —admite en una ocasión que él escribe contra Orígenes basándose sólo en rumores— el Panarion es una valiosa fuente de información sobre la iglesia cristiana del siglo IV. 
Otro de sus escritos es el Ancoratus ("bien anclado"), que incluye discusiones contra el Arrianismo y las enseñanzas de Orígenes.

## Obras traducidas
- The Panarion of Epiphanius of Salamis, Book I (Sects 1-46) Frank Williams, translator, 1987 (E.J. Brill, Leiden) ISBN 90-04-07926-2
- The Panarion of Epiphanius of Salamis, Book II and III (Sects 47-80, De Fide) Frank Williams, translator, 1993 (E.J. Brill, Leiden) ISBN 90-04-09898-4